# Fundação Ataulpho de Paiva
A Fundação Ataulpho de Paiva(FAP) é uma instituição privada sem fins lucrativos e filantrópica, localizada na cidade do Rio de Janeiro, e que durante décadas foi a única fornecedora no país da vacina BCG, a primeira aplicada em crianças. Por mais de um século, foi a única fábrica de vacina contra a tuberculose no país. Era, ainda, a única produtora no país da  Imuno BCG, usada no tratamento de câncer de bexiga.
A construção de uma nova fábrica e a falta de manutenção na existente levaram a instituição a ser interditada, investigada e, finalmente, entrar em intervenção no ano de 2023.

## Histórico
Fundada na cidade do Rio de Janeiro no dia 4 de Junho de 1900, tinha por denominação original "Liga Brasileira Contra a Tuberculose". Mudou seu nome mais tarde, homenageando seu fundador e "presidente perpétuo" Ataulfo de Paiva.

## Problemas e controvérsias
Em matéria publicada em 2020 a BBC trazia o histórico da construção iniciada, na época há trinta anos, de nova fábrica da instituição na cidade de Duque de Caxias e que, apesar do recebimento sucessivo de verbas milionárias, ainda estava inacabada.
A fábrica da instituição no bairro de São Cristóvão havia sido interditada duas vezes pela Agência Nacional de Vigilância Sanitária (Anvisa), levando o governo brasileiro a adquirir vacinas da Índia. Na primeira das interdições, em 2016, a Anvisa registrou: "a fabricação dos produtos Vacina BCG e Imuno BCG pela Fundação Ataulpho de Paiva na fábrica localizada em São Cristóvão (Rio de Janeiro - RJ) apresenta risco à saúde da população brasileira e urge a necessidade de finalização das obras da nova fábrica da fundação localizada em Xerém".
Ao longo dos anos a fundação recebera milhões de reais, sucessivamente, em convênios com o governo estadual, o BNDES e outros, como a Japan International Cooperation Agency, sem que a construção viesse a ficar pronta. Investigações iniciadas pelo Ministério Público do Rio de Janeiro e outros órgãos nunca foram levadas adiante e o órgão federal havia, em 2020, alegado que a pandemia de COVID-19 prejudicara a obtenção de informações.
Em dezembro de 2022 a ANVISA manteve a interdição da fábrica do Rio feita pela própria Fundação quando o órgão fiscalizador constatou a ausência de boas práticas de fabricação, enquanto o MP federal continuava as investigações sobre possíveis desvios nas verbas para a construção em Xerém.
Em junho de 2023 o governo federal, finalmente, fez a intervenção na entidade. Com isso, a produção passou a ser responsabilidade da Fundação Oswaldo Cruz.